# Ostuacán (kommun)
Ostuacán är en kommun i Mexiko.   Den ligger i delstaten Chiapas, i den sydöstra delen av landet, 600 km öster om huvudstaden Mexico City.
Följande samhällen finns i Ostuacán:
- Ostuacán
- Nuevo Juan del Grijalva
- Lindavista
- Xochimilco
- Nuevo Guadalupe Victoria
- Cuauhtémoc
- Catedral 1ra. Sección
- Nuevo Milenio
- Nueva Alianza
- Lázaro Cárdenas
- Bajo Amacoíte
- Playa Larga 1ra. Sección
- Alto Amacoite 2da. Sección
- Copano 2da. Sección
- Nuevo Emiliano Zapata
- Laguna la Campana
- Paraíso 1ra. Sección
- San Lorenzo
- Muspac
- El Llano
- Candelaria
- Maspac Arriba 3ra. Sección
- Tanchichal
- La Laja